# Gerhard Schweitzer
Gerhard Schweitzer (* 28. Juni 1963) ist ein ehemaliger österreichischer Fußballspieler und nunmehriger -trainer.

## Karriere

### Als Spieler
Schweitzer spielte zwischen 1980 und 1992 für die Union Vöcklamarkt. In der Saison 1986/87 spielte 29 Mal für die Vöcklamarkter in der 2. Division. Nach einer Spielzeit mit dem Verein in der zweithöchsten Spielklasse stieg man wieder in die OÖ Liga ab. Zwischen 1991 und 1994 war er noch für den ATSV Lenzing aktiv, ehe er seine Karriere beendete.

### Als Trainer
Zur Saison 1994/95 übernahm Schweitzer die Union Vöcklamarkt als Cheftrainer, die er bis zum Ende der Saison 1997/98 betreute. Zur Saison 1999/2000 wurde er Trainer der Amateure des Bundesligisten SV Ried. Zur Saison 2001/02 rückte er als Co-Trainer von Alfred Tatar in den Trainerstab der Profis auf. Im März 2002 wurde er als Nachfolger von Tatar selbst Cheftrainer des Bundesligisten. Im Mai 2003 trennte sich der Verein auf dem achten Tabellenrang liegend von Schweitzer, ohne rutschten die Oberösterreicher am letzten Spieltag noch auf den Abstiegsplatz ab und stiegen in die zweite Liga ab.
Im Juli 2006 wurde er Co-Trainer von Paul Gludovatz bei der österreichischen U-20-Auswahl, zudem übernahm er parallel dazu die U-19-Mannschaft der Akademie des FC Red Bull Salzburg. Im Mai 2008 kehrte Schweitzer wieder zur inzwischen wieder erstklassigen SV Ried zurück, wo er Co-Trainer von Georg Zellhofer hätte werden sollen. Allerdings verließ Zellhofer den Verein noch vor Saisonbeginn, woraufhin Schweitzer die Mannschaft interimistisch für ein Spiel betreute und schließlich Co von Paul Gludovatz wurde, mit dem er bereits zuvor zusammengearbeitet hatte. Nachdem Gludovatz im März 2012 zum SK Sturm Graz gewechselt war, übernahm Schweitzer erneut interimsweise das Cheftraineramt. Er führte die Rieder ins Finale des ÖFB-Cups, in dem man allerdings Red Bull Salzburg unterlag.
Zur Saison 2012/13 rückte er wieder ins zweite Glied und wurde Co-Trainer von Heinz Fuchsbichler. Im November 2012 trennte sich Ried von Fuchsbichler, woraufhin Schweitzer ein zweites Mal in jenem Jahr Interimstrainer wurde. Nach fünf Spielen wurde er von Michael Angerschmid abgelöst und wurde dessen Co-Trainer. Nachdem sich Ried nach der Saison 2013/14 von Angerschmid getrennt hatte, verließ auch Schweitzer nach sechs Spielzeiten den Trainerstab der Rieder und übernahm einen Posten in der Scoutingabteilung des Vereins. Im August 2015 wurde Paul Gludovatz ein zweites Mal Trainer der Rieder, woraufhin auch Schweitzer wieder sein Assistent wurde. Diesen Posten hatte Schweitzer bis zur Winterpause der Saison 2015/16 inne.
Zur Saison 2016/17 wurde Schweitzer ein zweites Mal Trainer der viertklassigen Union Vöcklamarkt. Im August 2016 trat er aus persönlichen Gründen zurück. Im April 2017 kehrte er wieder nach Vöcklamarkt zurück und wurde Sportlicher Leiter. Mit Vöcklamarkt stieg er 2017 in die Regionalliga auf. Zur Saison 2018/19 verließ er den Verein und wechselte zum viertklassigen ASKÖ Oedt, bei dem er Cheftrainer wurde. Bereits im August 2018 trennte sich Oedt allerdings von ihm.
Im Jänner 2019 wurde er wieder Scout bei der inzwischen wieder zweitklassigen SV Ried. Zudem wurde er im März 2019 Scout beim israelischen Fußballverband. Nach dem Abgang von Andreas Herzog verließ er die Israelis im Sommer 2020. Nachdem Ried inzwischen wieder in die Bundesliga aufgestiegen war, wurde er zur Saison 2020/21 Co-Trainer von Gerald Baumgartner. Nachdem sich der Verein im Dezember 2020 von Baumgartner getrennt hatte, wurde Schweitzer abermals Interimstrainer von Ried. Nach einem Spiel als Trainer wurde Schweitzer von Miron Muslić abgelöst und übernahm einen Posten im Nachwuchs des Vereins.